# 中野誠
中野 誠（なかの まこと、1968年 - ）は、日本の商学者・経営学者。一橋大学大学院経営管理研究科教授。専門分野は経営学から会計学、コーポレート・ファイナンスと幅広く、商学の分野を研究対象としている。伊藤邦雄のゼミナールの出身でもある。日本会計研究学会学会賞、企業家研究フォーラム賞、日本公認会計士協会学術賞受賞。

## 経歴[2]
- 1986年　国際基督教大学高等学校卒業
- 1990年　一橋大学商学部卒業
- 1992年　一橋大学大学院商学研究科修士課程修了
- 1995年　一橋大学大学院商学研究科博士課程修了
- 1995年　横浜市立大学商学部専任講師、後に助教授
- 2001年　ルーヴァン・カトリック大学助教授
- 2001年　一橋大学大学院国際企業戦略研究科助教授
- 2007年　一橋大学大学院商学研究科助教授
- 2009年　一橋大学大学院商学研究科教授
- 2012年　一橋大学役員補佐、日本銀行金融研究所客員研究員
- 2015年　シドニー大学経営大学院客員研究員
- 2016年　一橋大学大学院商学研究科マネジメント・イノベーション研究センター長

## 主著
- 『松下電器の経営改革』（伊丹敬之,加藤俊彦,田中一弘と共著）（有斐閣、2007年）
- 『業績格差と無形資産　-日米欧の実証研究-』（東洋経済新報社、2009年）
- 『日本企業のバリュエーション　－資本市場における経営行動分析』（中央経済社、2009年）
- 『戦略的コーポレートファイナンス』（日本経済新聞出版社、2016年）
- 『マクロとミクロの実証会計』（中央経済社 、2017年）